# Organi Pinchi
La Organi Pinchi di Trevi è una ditta costruttrice di organi a canne,  specializzata nella costruzione, manutenzione e restauro di strumenti, siano essi a trasmissione meccanica, pneumatica o elettrica/elettronica.

## Storia
Fondata a Foligno nel 1930 da Libero Rino Pinchi come Fabbrica Artigiana di Organi Pinchi, la ditta passa nel 1975 al figlio Guido che nel 2008, dopo aver realizzato i suoi ultimi lavori per l'Aula Liturgica di San Pio da Pietrelcina a San Giovanni Rotondo in collaborazione con Renzo Piano e per il Duomo di Arezzo, la cede a sua volta ai suoi tre figli.
Nel 2015 Claudio Pinchi rileva le quote dei due fratelli e costituisce la Organi Pinchi, spostando la sede operativa a Trevi (PG).
Claudio Pinchi ha mosso i suoi primi passi nel'arte organaria a sedici anni a fianco del padre Guido, da cui ha appreso le tecniche di progettazione, costruzione e intonazione degli organi, facendo esperienza pratica nella produzione e nel restauro. Nel 2001 il padre gli affidava il compito di intonare a proprio gusto il suo primo organo, l'Opus 422 della chiesa del Portone a Senigallia.

## Realizzazioni
La ditta ha costruito organi in importanti chiese e sale da concerto in Italia e nel mondo, fra i quali il grande organo a quattro manuali (a trasmissione meccanica) nella Nuova Aula liturgica Padre Pio a San Giovanni Rotondo, gli organi delle Cattedrali di Addis Abeba e Gimma, in Etiopia, della Cappella Paolina in Vaticano, della chiesa del Portone di Senigallia, del Tempio di san Giovanni Bosco al Colle don Bosco, della Basilica di Santa Maria degli Angeli di Assisi, del Santuario di Santa Rita a Cascia, del duomo di Arezzo, del Conservatorio di Perugia, dell'Auditorium Varrone di Rieti e della Basilica di San Giorgio fuori le mura di Ferrara. Importante anche l'ampliamento ed elettrificazione dell'organo del duomo di Orvieto, avvenuto nella prima metà degli anni '70.
Altre opere sono conservate anche in Giappone, in Australia e in Grecia, dove Pinchi costruì, nel 1939, quello che rimane il più grande organo dell'intera nazione, ospitato nella Cattedrale di San Francesco d'Assisi a Rodi.
La ditta è anche molto attiva nel restauro e nella manutenzione, ordinaria e straordinaria, di strumenti antichi e d'epoca.
Alcune opere realizzate:
| Opus    | Anno       | Località                  | Edificio                                                                            | Tastiere | Registri | Immagine |
| ------- | ---------- | ------------------------- | ----------------------------------------------------------------------------------- | -------- | -------- | -------- |
|         | 1939       | Rodi                      | Cattedrale di San Francesco d'Assisi                                                | II+P     | 26       |          |
| ?       | 1950 circa | Querceta                  | Propositura di Santa Maria Lauretana                                                | II+P     | 19       |          |
| ?       | 1952       | Lenola                    | Santuario di Santa Maria del Colle                                                  | II+P     | 11       |          |
| Opus 54 | 1954       | Lenola                    | Chiesa di Santa Maria Maggiore                                                      | II+P     | 26       |          |
| 64      | 1954       | Todi                      | Concattedrale della Santissima Annunziata                                           | II+P     | 22       |          |
| 68      | 1957       | Roma                      | Chiesa di San Saturnino                                                             | II+P     | ?        |          |
| 70      | 1957       | Roma                      | Chiesa di Sant'Ippolito                                                             | II+P     | 23       |          |
| ?       | 1958       | Roma                      | Domus Australia - Chiesa di Santa Maria del Rosario di Pompei                       | II+P     | 16       |          |
| 82      | 1959       | Città del Vaticano        | Cappella Paolina                                                                    | II+P     | 13       |          |
| 83      | 1959       | Frosinone                 | Cattedrale di Santa Maria Assunta                                                   | II+P     | 17       |          |
| ?       | 1960       | Roma                      | Basilica dei Santi Pietro e Paolo                                                   | II+P     | 24       |          |
| 93      | 1960       | Città di Castello         | Chiesa di San Giovanni Battista                                                     | II+P     | 18       |          |
| 95      | 1960       | Roma                      | Chiesa dei Santi Sette Fondatori                                                    | II+P     | 16       |          |
| 97      | 1961       | Matelica                  | Concattedrale di Santa Maria Assunta                                                | II+P     | 28       |          |
| 107     | 1962       | Coreno Ausonio            | Chiesa di Santa Margherita                                                          | II+P     | 15       |          |
| 118     | 1961       | Priverno                  | Concattedrale di Santa Maria Annunziata                                             | II+P     | 14       |          |
| 122     | 1962       | Roma                      | Chiesa di San Bonaventura al Palatino                                               | II+P     | 20       |          |
| 123     | 1962       | Serre di Rapolano         | Pieve di San Lorenzo                                                                | II+P     | 12       |          |
| 134     | 1962       | Terni                     | Chiesa di San Francesco                                                             | II+P     | 40       |          |
| 159     | 1963       | Anagni                    | Chiesa di San Giovanni de Duce                                                      | II+P     | 16       |          |
| 181     | 1964       | Lima                      | Basilica di Maria Ausiliatrice                                                      | I+P      | 12       |          |
| 197     | 1964       | Staggia Senese            | Chiesa di Santa Maria Assunta                                                       | II+P     | 13       |          |
| 207     | 1965       | Pedaso                    | Chiesa dei Santi Maria e Pietro                                                     | II+P     | 16       |          |
| 211     | 1965       | Roma                      | Chiesa di Sant'Agapito                                                              | II+P     | 22       |          |
| 225     | 1966       | Palermo                   | Cappella Palatina                                                                   | II+P     | 20       |          |
| 228     | 1966       | Terni                     | Chiesa di San Pietro                                                                | III+P    | 40       |          |
| 229     | 1966       | Montespertoli             | Chiesa di Sant'Andrea                                                               | II+P     | 18       |          |
| 232     | 1966       | Lucignano                 | Collegiata di San Michele Arcangelo                                                 | II+P     | 18       |          |
| 237     | 1966       | Siena                     | Chiesa di San Girolamo delle Abbandonate                                            | I+P      | 14       |          |
| 251     | 1968       | Scordia                   | Chiesa di San Rocco                                                                 | I+P      | 12       |          |
| 257     | 1967       | Roma                      | Chiesa di Gesù Divino Maestro                                                       | II+P     | 18       |          |
| 263     | 1968       | Roma                      | Chiesa di Santa Maddalena di Canossa                                                | II+P     | 20       |          |
| 264     | 1968       | Firenze                   | Chiesa di San Francesco di Paola                                                    | I+P      | 16       |          |
| 264     | 1968       | Civitavecchia             | Cattedrale di San Francesco                                                         | II+P     | 20       |          |
| 272     | 1969       | Acquapendente             | Basilica del Santo Sepolcro                                                         | II+P     | 36       |          |
| 281     | 1970       | San Gersolè               | Chiesa di San Pietro in Jerusalem                                                   | I+P      | 14       |          |
| 283     | 1969       | Pian de' Valli            | Chiesa di San Francesco al Terminillo                                               | III+P    | 42       |          |
| 284     | 1969       | Belvedere                 | Santuario della Madonna di Belvedere                                                | II+P     | 19       |          |
| 294     | 1970       | Foligno                   | Santuario di Santa Maria del Pianto                                                 | III+P    | 31       |          |
| ?       | 1971       | Avezzano                  | Chiesa di San Rocco                                                                 | II+P     | 19       |          |
| 299     | 1971       | Pontassieve               | Prepositura di San Michele Arcangelo                                                | II+P     | 32       |          |
| 302     | 1970       | Cascano                   | Chiesa di Sant'Erasmo                                                               | II+P     | 12       |          |
| ?       | 1973       | Bastia Umbra              | Chiesa di San Michele Arcangelo                                                     | II+P     | 19       |          |
| 311     | 1973       | Roma                      | Chiesa di Santa Paola Romana                                                        | II+P     | 20       |          |
| 317     | 1976       | Foligno                   | Chiesa di Maria Santissima Immacolata                                               | II+P     | 13       |          |
| 324     | 1978       | Perugia                   | Conservatorio "Francesco Morlacchi" (aula 3)                                        | II+P     | 7        |          |
| 337     | 1979       | Torrita di Siena          | Chiesa della Madonna delle Fonti a Giano                                            | I        | 6        |          |
| ?       | 1980       | Tivoli                    | Chiesa di San Michele Arcangelo                                                     | II+P     | 14       |          |
| 357     | 1983       | Pistoia                   | Chiesa di San Michele in Cioncio                                                    | II+P     | 3        |          |
| 358     | 1982       | Lecce                     | Chiesa di Santa Maria della Grazia                                                  | II+P     | 21       |          |
| 359     | 1982       | Torrenieri                | Chiesa di Santa Maria Maddalena                                                     | II+P     | 12       |          |
| 367     | 1984       | Barletta                  | Chiesa del Cuore Immacolato di Maria                                                | II+P     | 13       |          |
| 369     | 1985       | Sydney                    | St Joachim's Catholic Church                                                        | II+P     | 16       |          |
| 373     | 1986       | Viterbo                   | Chiesa di Santa Maria della Verità                                                  | III+P    | 31       |          |
| 374     | 1986       | Rieti                     | Santuario di Fonte Colombo                                                          | II+P     | 11       |          |
| ?       | 1987       | Roma                      | Chiesa di Sant'Andrea Apostolo                                                      | II+P     | 11       |          |
| 375     | 1987       | Perugia                   | Chiesa di Sant'Antonio da Padova                                                    | II+P     | 24       |          |
| 385     | 1989       | Bologna                   | Chiesa di Santa Rita                                                                | III+P    | 30       |          |
| 389     | 1989       | Roma                      | Pontificio Collegio Germanico-Ungarico                                              | II+P     | 23       |          |
| 395     | 1992       | Fabriano                  | Chiesa di San Giuseppe Lavoratore                                                   | II+P     | 13       |          |
| 396     | 1992       | Perugia                   | Conservatorio "Francesco Morlacchi" (auditorium)                                    | IV+P     | 64       |          |
| 397     | 1994       | Capua                     | Chiesa di Sant'Eligio                                                               | I+P      | 9        |          |
| 398     | 1993       | Fabriano                  | Chiesa della Beata Vergine della Misericordia                                       | II+P     | 24       |          |
| 399     | 1995       | Falcade                   | Chiesa di San Sebastiano                                                            | II+P     | 17       |          |
| 401     | 1994       | -                         | -                                                                                   | II+P     | 4        |          |
| 404     | 1995       | Rimini                    | Chiesa di San Giuliano Martire                                                      | I+P      | 7        |          |
| 405     | 1995       | Commenda di Rende         | Chiesa di Sant'Antonio da Padova                                                    | II+P     | 19       |          |
| 406     | 1995       | Pompei                    | Chiesa del Santissimo Salvatore                                                     | II+P     | 11       |          |
| 407     | 1996       | Milano                    | Basilica di San Simpliciano (organo a cassapanca)                                   | I/-      | 3        |          |
| 408     | 1996       | Roma                      | Chiesa di San Josemaría Escrivá                                                     | II+P     | 18       |          |
| 411     | 1996       | Roma                      | Istituto Divina Provvidenza                                                         | II+P     | 13       |          |
| 412     | 1996       | Torino                    | Tempio Valdese (organo della navata)                                                | II+P     | 16       |          |
| 415     | 2005       | San Giovanni Rotondo (FG) | Chiesa di Padre Pio (chiesa superiore)                                              | IV+P     | 78       |          |
| 416     | 2000       | Assisi                    | Basilica di Santa Maria degli Angeli (organo della navata)                          | II+P     | 27       |          |
|         | 1970       | Assisi                    | Basilica di Santa Maria degli Angeli Organo della cappella del SS Sacramento        | II+P     | 18       |          |
| 418     | 1998       | Roma                      | Basilica di Santa Maria degli Angeli e dei Martiri (organo della cappella musicale) | I+P      | 5        |          |
| 419     | 2000       | Castelnuovo Don Bosco     | Tempio di San Giovanni Bosco                                                        | III+P    | 48       |          |
| 421     |            | Alessandria               | Conservatorio "Antonio Vivaldi"                                                     | III+P    | 27       |          |
| 422     | 2002       | Senigallia                | Chiesa di Santa Maria della Neve                                                    | III+P    | 27       |          |
| 422     | 2002       | Massa Martana             | Chiesa di San Felice                                                                | II+P     | 8        |          |
| 424     |            | Kusatsu (Giappone)        | Concert Hall                                                                        | III+P    | 12       |          |
| 425     |            | Silvi Marina              | Chiesa di Santa Maria Assunta                                                       | II+P     | 12       |          |
| 426     | 2005       | San Giovanni Rotondo      | Chiesa di Padre Pio (chiesa inferiore)                                              | II+P     | 13       |          |
| 427     | 2006       | Roma                      | Centro Internazionale Cavabianca                                                    | II+P     | 25       |          |
| 429     | 2006       | Roma                      | Cappella dell'Università Campus Biomedico                                           | II+P     | 14       |          |
| 430     | 2006       | Arezzo                    | Duomo di Arezzo                                                                     | II+P     | 26       |          |
| 435     | 2006       | Sant'Agata di Militello   | Chiesa di Santa Maria del Carmelo                                                   | II+P     | 25       |          |
| 437     | 2007       | Darfo Boario Terme        | Chiesa della Visitazione                                                            | II+P     | 14       |          |
| 439     | 2008       | Todi                      | Tempio di Santa Maria della Consolazione                                            | II+P     | 21       |          |
| 440     | 2008       | Perugia                   | Chiesa di San Raffaele Arcangelo                                                    | II+P     | 21       |          |
| 441     | 2008       | Palau                     | Chiesa Nostra Signora delle Grazie                                                  | II+P     | 12       |          |
| 444     | 2012       | Rieti                     | Auditorium Varrone - Ex Chiesa di San Giorgio                                       | II+P     | 25       |          |
| 445     | 2011       | Granarolo Faentino        | Chiesa di San Giovanni Evangelista                                                  | II+P     | 27       |          |
| 446     | 2013       | Ferrara                   | Basilica di San Giorgio fuori le mura                                               | III+P    | 35       |          |
| 449     | 2016       | -                         | -                                                                                   | I+P      | 3        |          |
| 450     | 2018       | Norcia                    | Cappella di San Benedetto al Monte                                                  | II+P     | 15       |          |